# Neottia makinoana
Neottia makinoana là một loài thực vật có hoa trong họ Lan. Loài này được (Ohwi) Szlach. mô tả khoa học đầu tiên năm 1995.